# 汉西·米勒
汉西·米勒（德語：Hansi Müller，1957年7月27日—），德国男子足球运动员，场上位置是中场。他曾代表西德参加1978年和1982年国际足联世界杯，其中1982年世界杯获得亚军。